# 제10주

제10주의 위치

제10주(보스니아어: Kanton 10, 크로아티아어: Županija 10, 세르비아어: Кантон 10)는 보스니아 헤르체고비나를 구성하는 국가 및 지역인 보스니아 헤르체고비나 연방에 속해 있는 10개 주 가운데 하나로 주도는 리브노이며 면적은 4,934.1km2, 인구는 79,879명(2011년 기준), 인구 밀도는 16명/km2이다.

주기
주 문장

## 이름
주 정부에서 공식적으로 사용하는 이름은 헤르체그보스니아 주(크로아티아어: Hercegbosanska županija)로 보스니아 전쟁 당시에 보스니아 헤르체고비나에 존재했던 나라인 헤르체그보스니아 크로아티아인 공화국을 암시하고 있다. 그렇지만 보스니아 헤르체고비나 연방 헌법 재판소는 이 명칭에 대해 "주의 관할하에 있는 지역이 헤르체고비나 지방의 어느 지역에 포함되지 않기 때문에 헌법에 위배된다"고 판결했다.
일반적으로는 제10주(보스니아어: Kanton 10, 크로아티아어: Županija 10, 세르비아어: Кантон 10)라고 부르지만 흔히 서보스니아 주(보스니아어: Zapadnobosanski kanton, 크로아티아어: Zapadnobosanska županija, 세르비아어: Западнобосански кантон), 리브노 주(보스니아어: Livanjski kanton, 크로아티아어: Livanjska županija, 세르비아어: Ливањски кантон)라고 불리기도 한다.

## 지방 자치체
6개 지방 자치체를 관할한다.
- 드르바르 (Drvar)

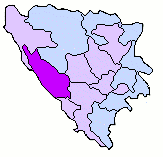
제10주

- 보산스코그라호보 (Bosansko Grahovo)
- 글라모치 (Glamoč)
- 쿠프레스 (Kupres)
- 리브노 (Livno)
- 토미슬라브그라드 (Tomislavgrad)

## 지리
보스니아 헤르체고비나 서부에 위치하며 면적은 4,934.1km2이다. 기복이 심하고 넓은 카르스트 지형을 띤 대지가 많이 분포한다.

## 인구
주 인구 가운데 크로아티아인 인구가 가장 많고 세르비아인 인구가 두 번째로 많다. 전쟁 전인 1991년 당시에는 115,726명이 거주했지만 2003년 당시에는 83,701명이 거주했다. 다음은 2003년 당시에 거주했던 민족의 인구 분포이다.
- 크로아티아인 66,138명 (79.0%)
- 세르비아인 10,377명 (12.4%)
- 보스니아인 6,860명 (8.2%)